# Thorictus hanifahensis
Thorictus hanifahensis es una especie de escarabajo de piel del género Thorictus, orden Coleoptera. Fue descrita por Hava & Abdel-Dayem en 2021.

## Descripción
Especie pequeña de color marrón. Mide 2,8 mm de longitud. Posee manchas amarillas en su cuerpo, antenas marrones conformadas por 11 segmentos, patas marrones cubiertas de manchas amarillas.

## Distribución y hábitat
Se distribuye por Arabia Saudita.